# Tetragnatha mawambina
Tetragnatha mawambina là một loài nhện trong họ Tetragnathidae.
Loài này thuộc chi Tetragnatha. Tetragnatha mawambina được Embrik Strand miêu tả năm 1913.